# Cova Remigia

La Cova Remigia  est un site préhistorique situé dans la commune d'Ares del Maestrat (comarque de Alt Maestrat), dans la province de Castellón en Espagne,.
L'abri sous roche abrite des peintures rupestres d'art levantin. Découvertes en 1934, les peintures datent de plus de 7 000 ans  et sont situées à 920 m d'altitude.
Le site a été déclaré monument historique et artistique en 1994. Il fait partie de l'ensemble de l'art rupestre du bassin méditerranéen de la péninsule Ibérique déclaré patrimoine mondial par l'UNESCO en 1998.

## Localisation et description
L'abri est situé sur le Barranco de la Gasulla, dans la partie inférieure duquel se trouvent les peintures du Barranc de la Valltorta (Cueva de los Caballos), dominant le paysage du Maestrazgo depuis Ares del Maestre au nord jusqu'à Benassal à l'ouest. 3 Le complexe est protégé par une clôture. Le musée de la Valltorta organise des visites guidées.
L'abri mesure environ 20 m de long, 9 m de profondeur et 7 m de haut et est constitué de 6 concavités. Il représente plus de 700 personnages peints au Mésolithique dans des tons rougeâtres à la manière de l'art levantin. Les compositions de chasse prédominent, comme la chasse aux caprins, aux bovidés, aux cerfs et aux sangliers. Dans les scènes de chasse, les humains se distinguent, avec ou sans arc, par leurs attitudes dynamiques et leur taille disproportionnée par rapport à celle des animaux.
Il existe également des compositions non liées à la chasse, telles que des ramasseurs de miel avec des paniers grimpant à travers les fissures, des danses rituelles et des exécutions de personnes avec et sans peloton d'archers. En général, une grande nuance de détails ressort, puisque les scènes intègrent même des empreintes d'hommes et d'animaux, ainsi que des traces de sang.

## Galerie

Peintures rupestres
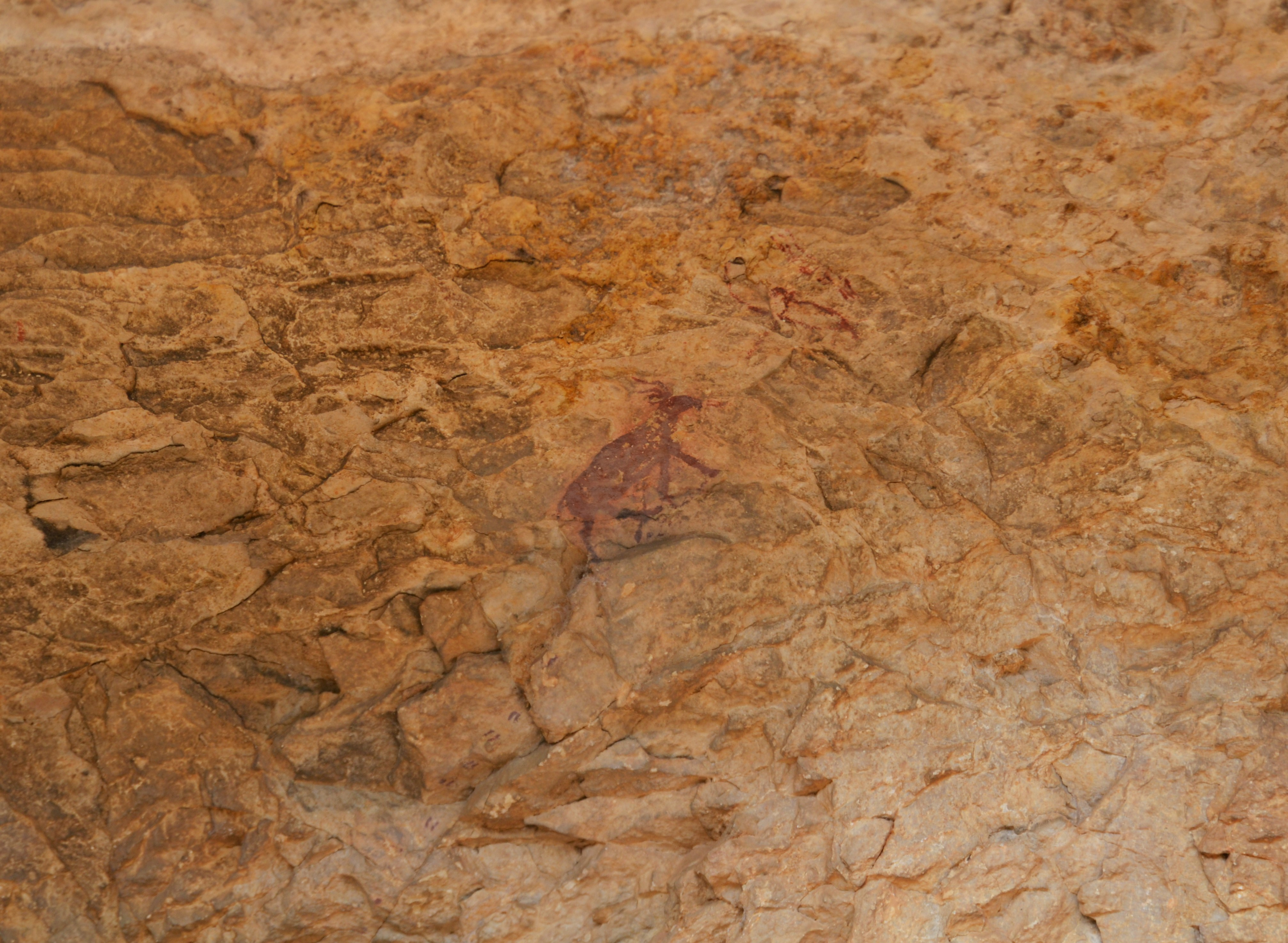
Scène de chasse aux chèvres, cavité II.
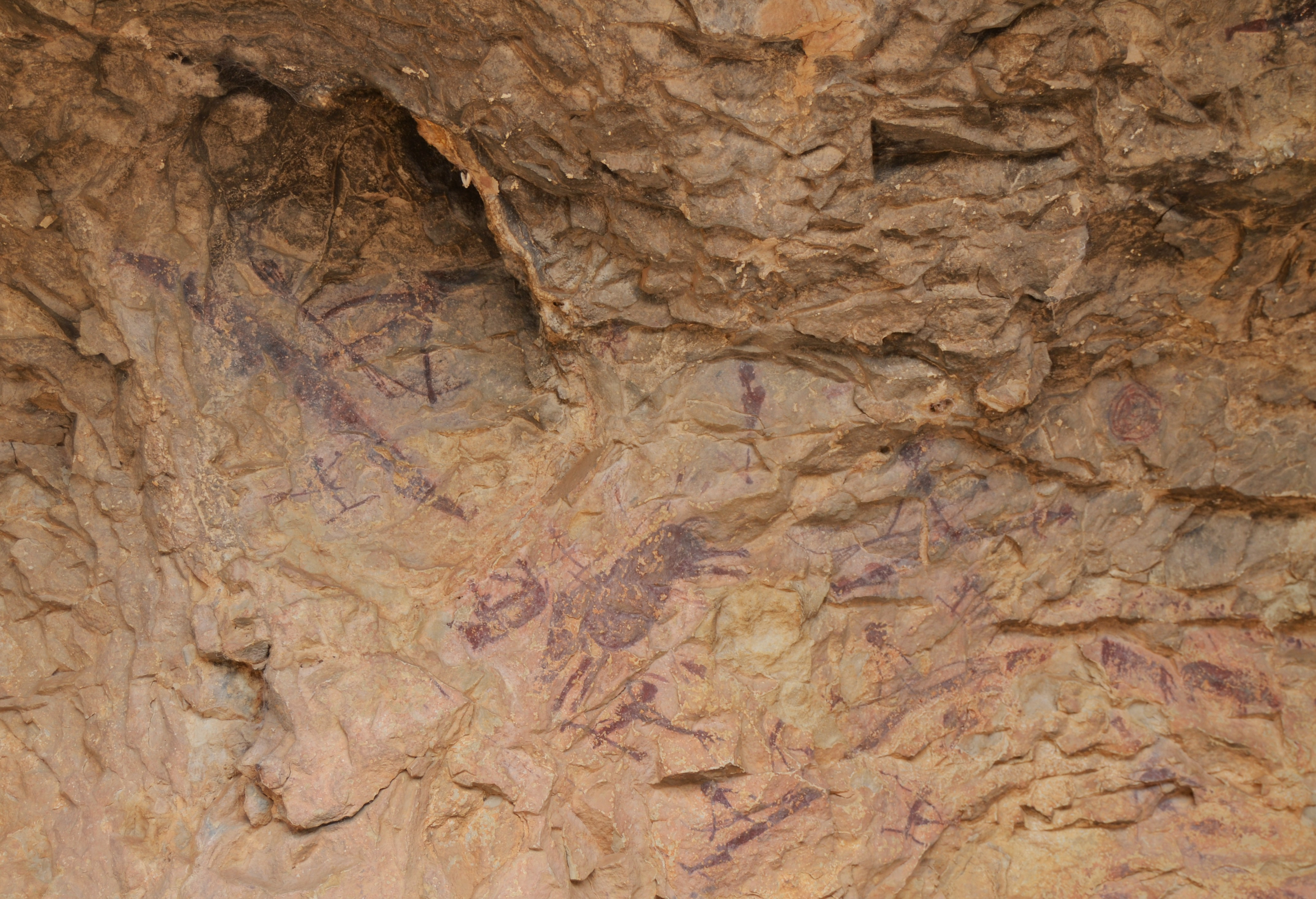
Scène de chasse au sanglier, cavité V.

## Voir Aussi